# Jules i Gédéon Naudet
Jules Clément Naudet (ur. 26 kwietnia 1973 w Paryżu) i Thomas Gédéon Naudet (ur. 27 marca 1970 w Paryżu) – francuscy reżyserzy dokumentaliści, autorzy m.in. filmu, na którym Jules dzięki swemu refleksowi zarejestrował moment uderzenia pierwszego z dwóch samolotów, które zniszczyły World Trade Center w Nowym Jorku podczas zamachów z 11 września 2001.
Od 1989 bracia Naudet mieszkali w Stanach Zjednoczonych, gdzie ukończyli szkołę Tisch School of the Arts. We wrześniu 2001 byli w trakcie realizacji filmu dokumentującego działalność nowojorskiej straży pożarnej. 11 września rano Jules Naudet filmował czynności strażaków związane z poszukiwaniem źródła zgłoszonego wcześniej wycieku gazu w pobliżu jednej ze studzienek ulicznych. Usłyszawszy nad sobą dźwięk silników samolotu skierował kamerę w tę stronę i zarejestrował ostatnie sekundy lotu American Airlines 11 oraz jego uderzenie w północną wieżę WTC. Film ten jest jedynym profesjonalnym nagraniem filmowym katastrofy American Airlines 11.
Ujęcie Jules'a wraz z filmową dokumentacją wydarzeń, które nastąpiły po ataku na World Trade Center, znalazło się w filmie pod tytułem 9/11 (w amerykańskim sposobie zapisu dat oznacza to jedenasty września), którego realizatorami byli obaj bracia Naudet wraz z Jamesem Hanlonem.